# 권태호 (성악가)
권태호(權泰浩, 1903년 9월 16일 ~ 1972년 2월 29일)는 대한민국의 성악가이다.

## 기본 정보
대한제국 경상북도 안동에서 태어나 같은 장소에서 사망했다. 직업은 성악가(테너), 작곡가이고 종교는 개신교이며 1927년~1972년 동안 활동했다.

## 생애
안동에서 출생하여 어렸을 때 안동교회에서 처음 풍금 소리를 접하고 이후 선교사 부인에게서 서양음악을 배우게 되었다. 1924년 단신 도일(渡日)하여 1930년 일본고등음악학교를 졸업하였으며 전공은 성악, 성역은 테너이다. 1928년 일시 귀국하여 대구에서 개최한 독창회는 한국인이 국내에서 가진 최초의 독창회로 기록된다. 이어 서울에서 연 독창회에서는 최초로 슈베르트 등의 독일가곡을 국내에 소개하였다. 재학 중 동요 '봄나들이', '눈·꽃·새' 등을 작곡, 발표하였다. 1930년 졸업 직후 동경 일본청년회관에서 독창회를 개최, 큰 성공을 거두었고 평양숭실전문학교 교수로 부임하였고 동요 '허수아비'를 발표하였으나 곧 금지곡이 되었다. 이듬해 광성고보로 옮겨 1939년 한국인 최초로 모교인 일본고등음악학교에 교수로 초빙받아 갈 때까지 매주 경성방송국에 출연하여 고전음악을 담당하였으며,대한민국은 물론 만주와 일본 곳곳에서 수많은 독창회를 가졌다. 1936년 손기정·남승룡 개선가(기정아 승룡아 너를 보내고)를 작곡, 일경(日警)의 경고에도 발표하여 옥고를 치렀으며 평양음악협회를 창설하였다. 한국인 최초로 우리말로 된 찬송가를 일본 Victor레코드사에서 취입하였고, 일제강점기 끝까지 창씨개명을 거부하였다.
1944년 귀국, 광복 후 대구에서 거주하며 새 노래로 건국기풍을 진작하고자 '경주예술학교'와 '대구음악학원'을 세우고 '국민가요집'을 펴내는 등 진력하였으나 당시 혼란기에 여의치 못하였다. 6.25 전쟁 때는 '승리의 노래' 등 군가를 지었고 이후 국민개창운동을 전개하였으며, 1972년 노환으로 별세할 때까지 총 200여 회의 독창회를 개최하는 등 평생 역경과 가난 속에서도 순수한 음악활동과 민족정신으로 일관하였다. 1956년 제1회 경북도문화상을 수상하였다. 작품으로는 작곡집 '국민가요집' 외 '사향가(思鄕歌)', '대한아들행진곡', '백합', '봄 오는 소리' 등의 가곡과 '봄나들이', '눈·꽃·새' 등의 동요, '승리의 노래', '보병의 노래' 등 군가와 교가 다수가 있다. 서양음악 수입 후 대한민국 초기의 성악발전에 기여한 공이 크다.

## 입에서 불이나오는 성악가
일본 명치청년회관에서 한국인 최초로 독창회를 열게된다. 이 당시 일본인 비평가 기무라 쇼지는 "동경 음악계에 혼란을 줄 무명의 성악가가 독창회를 열려고 하고있다."라며 비평을 가한다. 명치청년회관에서 1부를 마치고 쉬고 있는 권태호 선생님에게 한 사람이 접근하는데 이 사람은 기무라 쇼지. "자네 욕을 쓴게 나야, 내가 기무라 쇼지일세. 2부 공연까지 힘내게. 2부까지 내가 보고 가겠네"라고 한다. 이후 돈다발이 든 화환을 받는 등 상당한 인기를 끌게 된 권태호 선생님은 "입에서 불이나오는 성악가"로 알려지는데, 정확히 왜 이렇게 불리는지는 미스테리.